# Захарий Китроски
Захарий (на гръцки: Ζαχαρίας, Захариас) е гръцки духовник, митрополит на Вселенската патриаршия.

## Биография
Роден е в кожанското градче Велвендо. Учи в Кожанското училище при Евгений Вулгарис. Работи като учител в Цариград и други места. През ноември 1791 година в Цариград е избран и по-късно ръкоположен за китроски епископ. Остава  на катедрата до 1812 година, когато вероятно умира.